# Yirrkala
Yirrkala is een geslacht van straalvinnige vissen uit de familie van slangalen (Ophichthidae). Het geslacht is voor het eerst wetenschappelijk beschreven in 1940 door Whitley.

## Soorten
- Yirrkala calyptra McCosker, 2011
- Yirrkala chaselingi Whitley, 1940
- Yirrkala fusca Zuiew, 1793
- Yirrkala gjellerupi Weber & de Beaufort, 1916
- Yirrkala insolitus McCosker, 1999
- Yirrkala kaupii Bleeker, 1858
- Yirrkala lumbricoides Bleeker, 1864
- Yirrkala macrodon Bleeker, 1863
- Yirrkala maculata Klausewitz, 1964
- Yirrkala misolensis Günther, 1872
- Yirrkala moluccensis Bleeker, 1864
- Yirrkala moorei McCosker, 2006
- Yirrkala omanensis (Norman, 1939)
- Yirrkala ori McCosker, 2011
- Yirrkala philippinensis (Herre, 1936)
- Yirrkala tenuis Günther, 1870